# Irina Lein-Edelstein
Irina Lein-Edelstein, auch Irina Edelstein, (* 16. Dezember 1943 in Moskau; † 7. Juni 2018 in Frankfurt am Main) war eine russisch-deutsche Pianistin und Klavierpädagogin.

## Leben und Wirken
Irina Edelstein wurde zunächst am Gnessin-Institut unterrichtet und studierte ab 1962 am Moskauer Konservatorium bei Jacob Milstein. Sie konzertierte bereits während ihres Studiums und unternahm Tourneen durch die Sowjetunion.  Nach ihrer Emigration nach Israel im Jahr 1975 setzte sie dort ihre Karriere fort, gastierte außerdem mehrfach in London und unternahm Konzerttourneen durch Deutschland, wo sie sich niederließ. Von dort aus konzertierte sie in ganz Europa, den USA und Korea.
Im Jahr 1986 gründete sie das Kammerorchester Concerto Grosso Frankfurt, deren künstlerische Leiterin sie war.
Von 1987 bis 2009 unterrichtete sie als Professorin an der Musikhochschule Frankfurt am Main, unter ihren Schülern sind zahlreiche Preisträger internationaler Wettbewerbe, bekannte Pianisten und Hochschullehrer.